# 상류층
상류층(上流層)은 주로 부(富)·권력(權力)·위신(威信) 등 가치 서열에서 상위에 위치하는 사회적 특권집단이다. 대자본가·경영자·장군·고급 관리·정치인·각료 등 지체 높은 자가 대개 이 층에 속한다.이 관점에 따르면, 상류층은 일반적으로 대대로 물려지는 막대한 재산으로 구별된다. 20세기 이전에는 최근의 부보다는 대대로 이어진 귀족 신분에 중점을 두는 귀족제도가 강조되었다.
상류층이 더 이상 자신들이 속한 사회를 지배하지 않게 된 경우, 이들은 종종 ‘구(舊) 상류층(old upper classes)’이라 불리며, 현대 사회민주주의 국가에서 공적 생활을 주도하는 신흥 부유한 중산층과는 문화적으로 구별되는 경우가 많다. 전통적인 상류층이 지닌 관점에 따르면, 개인이 아무리 많은 부나 명성을 얻었다 하더라도 평범한 배경에서 출신한 사람은 상류층의 일원이 될 수 없다. 상류층의 일원이 되기 위해서는 반드시 해당 계층의 가문에서 태어나 특정한 방식으로 자라야 하며, 이를 통해 상류층의 가치, 전통, 문화 규범을 이해하고 공유할 수 있게 된다. ‘상류층’이라는 용어는 종종 ‘상류-중산층’, ‘중산층’, ‘노동자 계층’과 같은 용어와 함께 사회 계층 구조를 설명하는 모델의 일부로 사용된다.
이들은 일반적으로 명문 출신이고, 존경과 선망의 대상이며, 생활환경이 좋고 교양, 예의와 문화를 중시한다. 이들의 사고방식 및 생활양식은 보수적이며 전통을 중시한다. 그러나 단시일에 상류계층으로 상승한 사람들은 상류층 특유의 행동양식·전통을 가지지 못한 대신에 소비형태에서 과시적 소비를 하여 의도적으로 상류층의 성원임을 돋보이게 하고 타인의 선망을 받으려 한다. 특히 이들 상류층이 그들의 경제적 기반인 물질적 재화(財貨)보다 정신적·미적·지적 대상을 더욱 고귀한 것으로 간주하고 비생산적인 방식으로 여가를 즐김으로써 그들의 높은 위치를 과시하려 할 때 그것은 유한계급이 된다.

## 역사적 의미

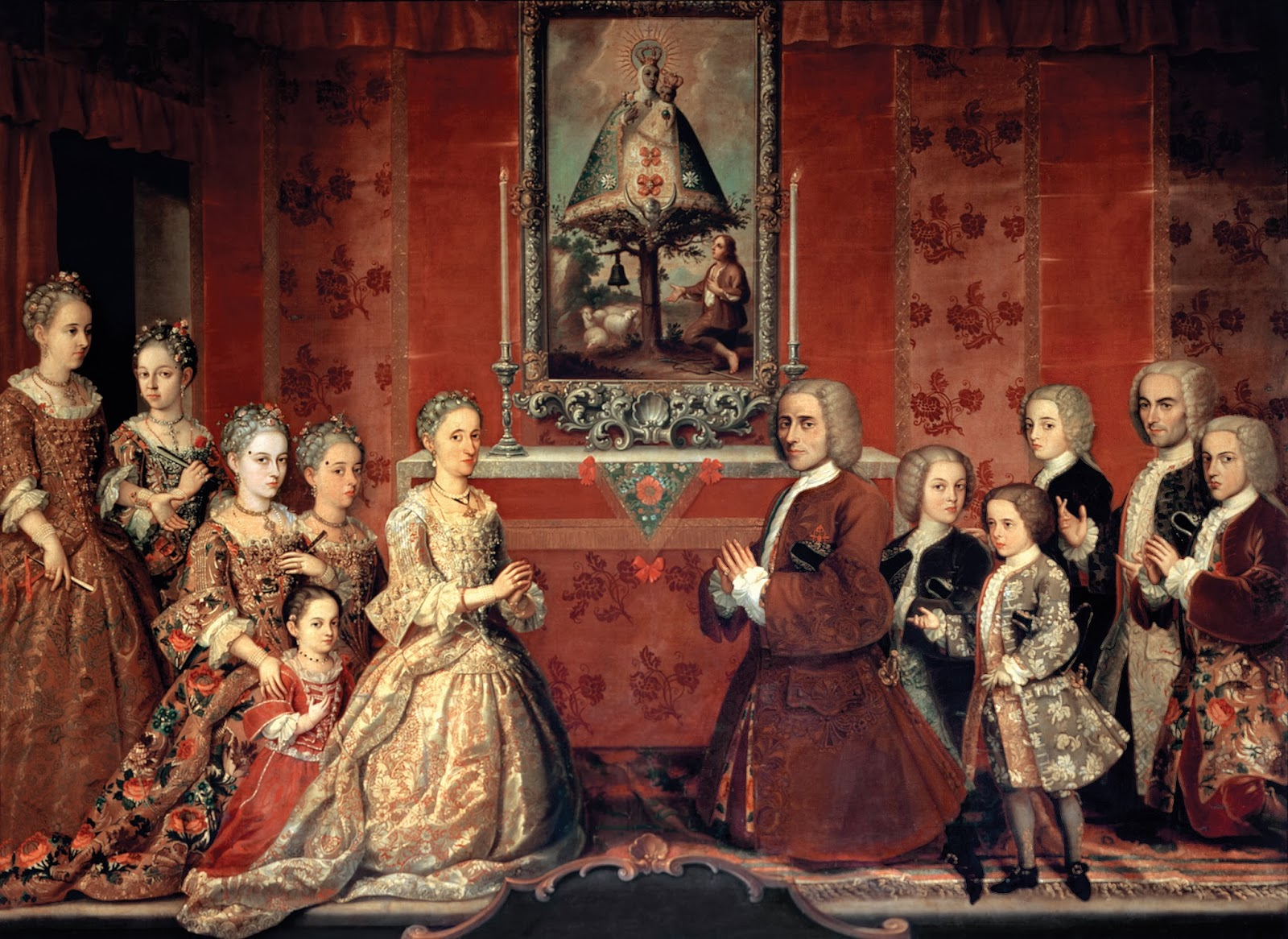
약 1730년경, 파고아가 아로스케타(Fagoaga Arozqueta) 가문의 가족 초상화. 화가 미상. 이 가문은 누에바 에스파냐 시절 멕시코시티 상류층에 속한 가문이었다.

역사적으로 일부 문화권에서는 상류층 구성원이 생계를 위해 노동할 필요가 없었던 경우가 많았으며, 이들은 주로 부동산 등에서 발생한 수익이나 상속 자산에 의해 생활을 유지했다. 그러나 상류층 구성원이 상인보다 실제 보유 자산이 적은 경우도 있었다. 상류층 지위는 일반적으로 개인의 성취나 부가 아니라, 그 가족의 사회적 지위에서 비롯되었다. 상류층을 구성하는 인구의 상당수는 귀족, 지배 가문, 작위를 가진 인물, 종교 지도자 등으로 이루어져 있었다. 이들은 대개 그러한 지위에서 태어났으며, 역사적으로 계층 간의 이동은 많지 않았다.
많은 국가에서 "상류층"이라는 용어는 세습적 토지 소유와 밀접하게 연관되어 있었다. 산업화 이전 사회에서는 정치 권력이 토지 소유자들에게 집중되는 경우가 많았으며, 다른 사회 계층이 토지를 소유하는 데 법적 제약이 없었음에도 불구하고 이러한 경향이 나타났다. 유럽의 상류층 토지 소유자들은 종종 작위를 가진 귀족 계급에 속했지만, 반드시 그렇지는 않았다. 귀족 작위의 보급 정도는 국가마다 크게 달랐으며, 예를 들어 폴란드-리투아니아 연방의 슐라흐타(Szlachta)처럼 거의 전체가 무작위(작위가 없는)였던 상류층도 존재했다.

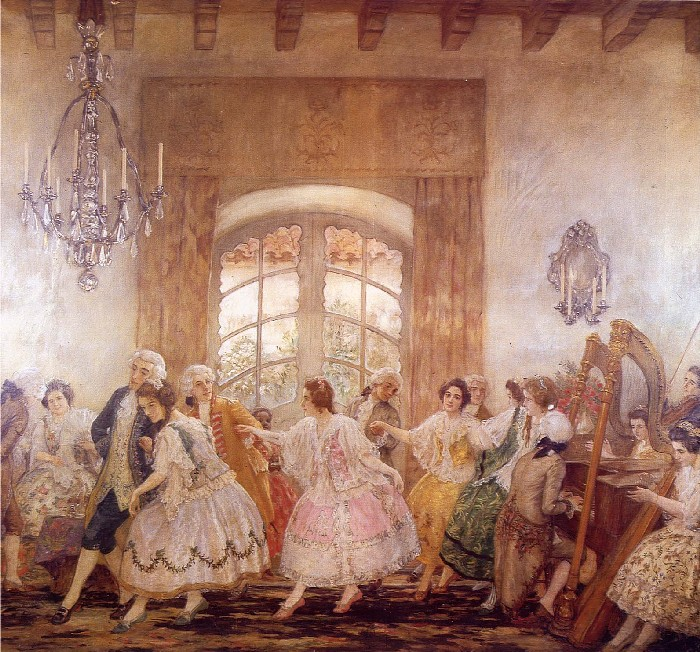
페드로 수베르카소(Pedro Subercaseaux)의 작품, 식민지 시기의 칠레 무도회. 스페인의 아메리카 식민지에서 상류층은 유럽 출신과 아메리카 태생의 스페인인들로 구성되었으며, 유럽의 유행에 큰 영향을 받았다.

## 영국과 아일랜드
영국과 아일랜드에서 "상류층"은 전통적으로 토지를 소유한 지주 계층(landed gentry)과 세습 작위를 보유한 귀족 가문(aristocracy)으로 구성되었다. 중세 이후 대부분의 귀족 가문은 원래 상인 계층 출신으로, 14세기부터 19세기 사이에 귀족으로 서임되었으며, 기존의 귀족 및 지주 계층과 혼인을 통해 결합하였다. 제2차 세계 대전 이후에는 이 용어가 경영자 및 전문직 계층 중 부유하고 영향력 있는 인물들도 포함하는 의미로 확장되었다. 1922년 아일랜드 독립 이후 아일랜드 공화국 내의 상류층은 거의 사라지게 되었다. 영국 군주가 수여한 아일랜드 귀족 작위는 아일랜드 헌법상 인정되지 않는다. 오늘날 아일랜드는 일반적으로 노동자 계층과 중산층으로 구성된 이층적 사회 계층 구조를 가진 것으로 인식되며, 극소수의 억만장자를 예외로 한다.

## 미국
미국의 상류층(American upper class)은 미국 사회 내에서 경제적 부를 주된 기반으로 가장 높은 사회적 지위를 가진 계층을 의미한다. 미국 상류층은 전체 인구의 1% 미만으로 추정된다. 2001년부터 2012년까지의 갤럽 여론조사에 따르면, 미국인의 98%는 자신을 다른 5가지 계층 용어 중 하나로 분류하며, 이 중 48~50%는 자신을 ‘중산층’이라고 응답하였다.
상류층의 주요 특징은 임금 노동에 의존하지 않고 자산 운용과 투자 등 재정 관리 기법을 통해 막대한 수익을 얻는 데 있다. 다만, 오늘날 대부분의 상류층 개인들은 여전히 일정한 형태의 직업을 가지고 있으며, 이는 과거와는 차이를 보이는 점이다. 현대 사회학자 제임스 헨슬린(James Henslin)과 데니스 길버트(Dennis Gilbert) 등에 따르면, 성공한 기업가, CEO, 투자은행가, 벤처 캐피탈리스트, 재산을 상속받은 인물, 유명 인사, 소수의 전문직 종사자들이 이 계층에 포함된다. 상류층 내에서도 가구 간의 위신(prestige) 차이는 존재할 수 있다. 예를 들어, 미국 신흥 상류층은 전직 미국 대통령만큼의 사회적 위신을 갖지 못할 수 있으나, 이들 모두 막대한 부와 영향력을 바탕으로 상류층으로 간주된다.

2004년에는 미국 내 억만장자 수가 급격히 증가했다. 《포브스(Forbes)》지에 따르면, 미국 내 억만장자 수는 374명에 달한다. 억만장자의 수는 1980년대 초반 이후 급격히 증가했으며, 당시 포브스 400 리스트에 오른 이들의 평균 순자산은 4억 달러였던 반면, 현재는 평균 28억 달러에 이른다.
“상류층 가문은 미국 기업 사회를 지배하며, 정치, 교육, 종교, 그 외 여러 제도들에 대해 불균형적인 영향을 행사한다. 모든 사회 계층 중 상류층 구성원들은 전국적, 나아가 세계적으로까지 퍼지는 강한 연대 의식과 ‘유사성에 대한 자각(consciousness of kind)’을 지닌다.”

 — 윌리엄 톰슨 & 조지프 히키, 『사회에 집중하며(Society in Focus)』, 2005년
1970년대 이후 미국의 소득 불평등은 점차 심화되어 왔으며, 특히 상위 1% 계층(그 중에서도 상위 0.1%)이 사회 전체보다 훨씬 큰 소득 증가를 경험하고 있다. 앨런 그린스펀 전 연방준비제도이사회 의장은 이러한 현상을 “매우 우려스러운 추세”라며 사회 문제로 지적한 바 있다.
윌리엄 돔호프(William Domhoff)의 저서 미국을 지배하는 자는 누구인가((Who Rules America?))에 따르면, 미국 상류층의 영향력은 부의 분포에서 명확히 드러난다. 미국 상위 1%는 전체 부의 약 34%를 소유하고 있는 반면, 하위 80%는 약 16%만을 소유하고 있다. 이러한 격차는 미국 내 부의 분포가 절대적으로 불균형함을 보여준다.
1998년, 《뉴욕 타임스》의 밥 허버트(Bob Herbert)는 현대 미국의 부유층을 처음으로 "기부자 계층(The Donor Class)"이라 지칭하였으며, 이들을 전체 인구의 단 0.25%에 불과한 소수 집단으로 정의하면서, “이 계층은 국가 전체를 대표하지 않지만, 그들의 자금은 막대한 영향력을 산출한다”고 평가하였다.

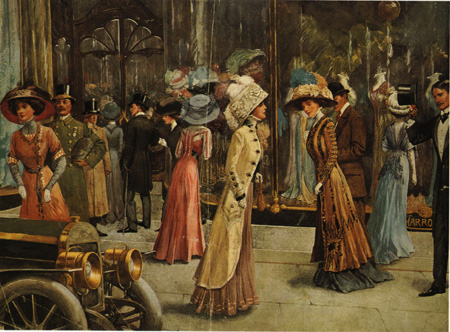
1909년 런던의 고급 백화점 해러즈(Harrods).

## 유한계급
유한계급은 부·화폐의 축적을 비생산적인 생활의 쾌락에 쏟고, 예술이나 경기의 감상이라든가 동물애완 등, 물질적인 결과를 가져오지 않는 활동에 시간을 소비하는 생활양식에 가치를 두고, 또한 이것에 의하여 명성이나 위세를 높이고 고정시켜 다른 사람들로부터 자기 내지 자기들을 구별하는 계층을 말한다. 이와 같은 계층은 사유재산제가 성립하여 계급사회가 형성되었을 때 개인이 가진 재력 때문에 전적으로 피지배계급의 노동 성과에 의해서 생활하며, 자기자신은 생활을 위하여 일하지 않으면서도 오히려 생산적 노동을 멸시하고 비생산적인 활동에만 전념할 수 있는 자들로부터 생겨났다. 그 모체는 노예소유자·지주·귀족·자본가 및 그들에 기생하는 일부 계층이다.

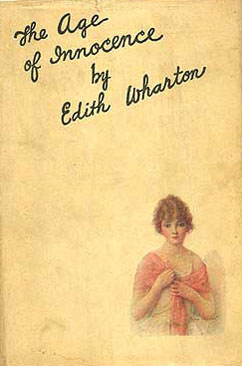
에디스 워튼(Edith Wharton)의 1920년 퓰리처상 수상 소설 『순수의 시대(The Age of Innocence)』 초판의 책 커버. 이 소설은 1870년대 뉴욕시 상류층 사회를 배경으로 한다.

## 조선의 상류층
조선사회에서는 소수의 양반 관료층만이 상류층의 특권을 누렸다. 그러나 신분제도가 무너진 후에는 지주층이 상류층을 계승하였고 광복 후까지 지주층의 분화에 의해서 정치적·경제적·문화적 상류층이 이루어졌으나, 기능적으로 분화되고 상호의존적인 현대 한국사회에서의 상류층의 범위와 그 원류(源流)는 보다 다원적이다.

## 같이 보기
- 귀족 계급(영어판) (계층)
- 빌둥스뷔르거툼(영어판) (교육받은 중산층)
- 흑인 엘리트(영어판)
- 미국의 사회 계층(영어판)
- 데뷔탕트
- 금권정치
- 살찐 고양이 (정치적 용어)
- 젠트리
- 그랜드 버거 (대부)(영어판) (독일어 Großbürger)
- 상류 사회
- 국제 데뷔탕트 볼(영어판) - 상류층 젊은 여성들이 공식적으로 사교계에 데뷔하는 자리
- 토지를 소유한 귀족들(영어판)
- 귀족
- 졸부
- 올드 머니(영어판)(Old Money) - 여러 세대에 걸쳐 부를 유지해온 상류 계층
- 귀족 (로마 제국 멸망 이후 유럽의 도시에서 지배적인 역할을 했던 귀족 계층)
- 중산층
- 사회적 지위
- 사교계 명사
- 고액순자산 보유자